# 8386 Vanvinckenroye
8386 Vanvinckenroye (1993 BB6) là một tiểu hành tinh vành đai chính được phát hiện ngày 27 tháng 1 năm 1993 bởi E. W. Elst ở Caussols.